# TUI InfoTec
Die TUI InfoTec GmbH entstand 1997 als eigenständige Gesellschaft aus dem Bereich Informationssysteme der TUI. Gemeinsam mit den Veränderungen und Zukäufen des hannoverschen Reiseanbieters wuchs der IT-Dienstleister kontinuierlich mit zunehmend internationaler und branchenunabhängiger Ausrichtung.
Heute ist TUI InfoTec als 100-%-Beteiligung der TUI AG für die weltweit agierende TUI GROUP, zu dem über 700 Unternehmen – von Reisebüros über Veranstalter und Airlines bis hin zu Hotelgesellschaften – zählen, sowie für Kunden außerhalb des TUI-Konzerns tätig.

## Geschichte
1997 entstand die TUI InfoTec aus der IT-Abteilung der damaligen TUI GmbH & Co. KG und ist deren Internetserviceprovider. 1998 erfolgte die Integration der TUI in die Preussag Aktiengesellschaft.
2001 erkannte TUI InfoTec unter der Notwendigkeit der Kostenoptimierung die Möglichkeit eines Offshoring-Modells und suchte daher u. a. Kontakt zu indischen Software-Anbietern. Nach Evaluierungen und Pilotphasen in Projekten wurde Sonata Software Ltd. als strategischer IT-Partner für gemeinsame Softwareentwicklung ausgewählt. Erste Projekte erfolgten zunächst aufgrund der geringeren Sprachbarriere in Großbritannien. Anschließend wurden Technologieprojekte in Deutschland gestartet und Prozesse für die Zusammenarbeit entwickelt.
2004 wurde der IT-Bereich der Hapag-Lloyd-Fluggesellschaft als deren Internetserviceprovider eingegliedert. 2006 wurde TUI InfoTec als Joint Venture von Sonata und TUI aufgesetzt. Während der Reisekonzern TUI Travel PLC 49,9 Prozent hielt, erwarb die in Indien börsennotierte Sonata Software Ltd. 50,1 Prozent des Unternehmens. 2011 übernahm TUI Travel PLC 100 Prozent der Anteile von TUI InfoTec. 2014 durch den Zusammenschluss von TUI AG und TUI Travel ist der weltweit führende integrierte Touristikkonzern TUI GROUP entstanden und 100 % der Anteile von TUI InfoTec an TUI AG übergegangen.

## Tochterunternehmen
Zu TUI InfoTec gehören die Tochterunternehmen
- travel-BA.Sys, ein Unternehmen in Mülheim an der Ruhr, das sich um Softwarelösungen für die Reisebürobranche kümmert,
- sowie die Berliner Accon RVS, ein Fullservice-Anbieter für kaufmännische Reisebüro-Anwendungen.

## Mitarbeiter und Leistungen
Der Hauptsitz von TUI InfoTec ist Hannover. Hier betreibt das Unternehmen Softwareentwicklung, Softwarewartung sowie zwei redundante Rechenzentren.
Rund 340 IT-Spezialisten bieten Leistungen von Application Lifecycle Management über Application Migration und Modernisierung, IT-Infrastruktur und Rechenzentrums-Dienstleistungen bis hin zu Virtualisierung und Cloud Services (IaaS, PaaS und SaaS) sowie IT Service Management nach ITIL.